# Exécutif communal en Suisse

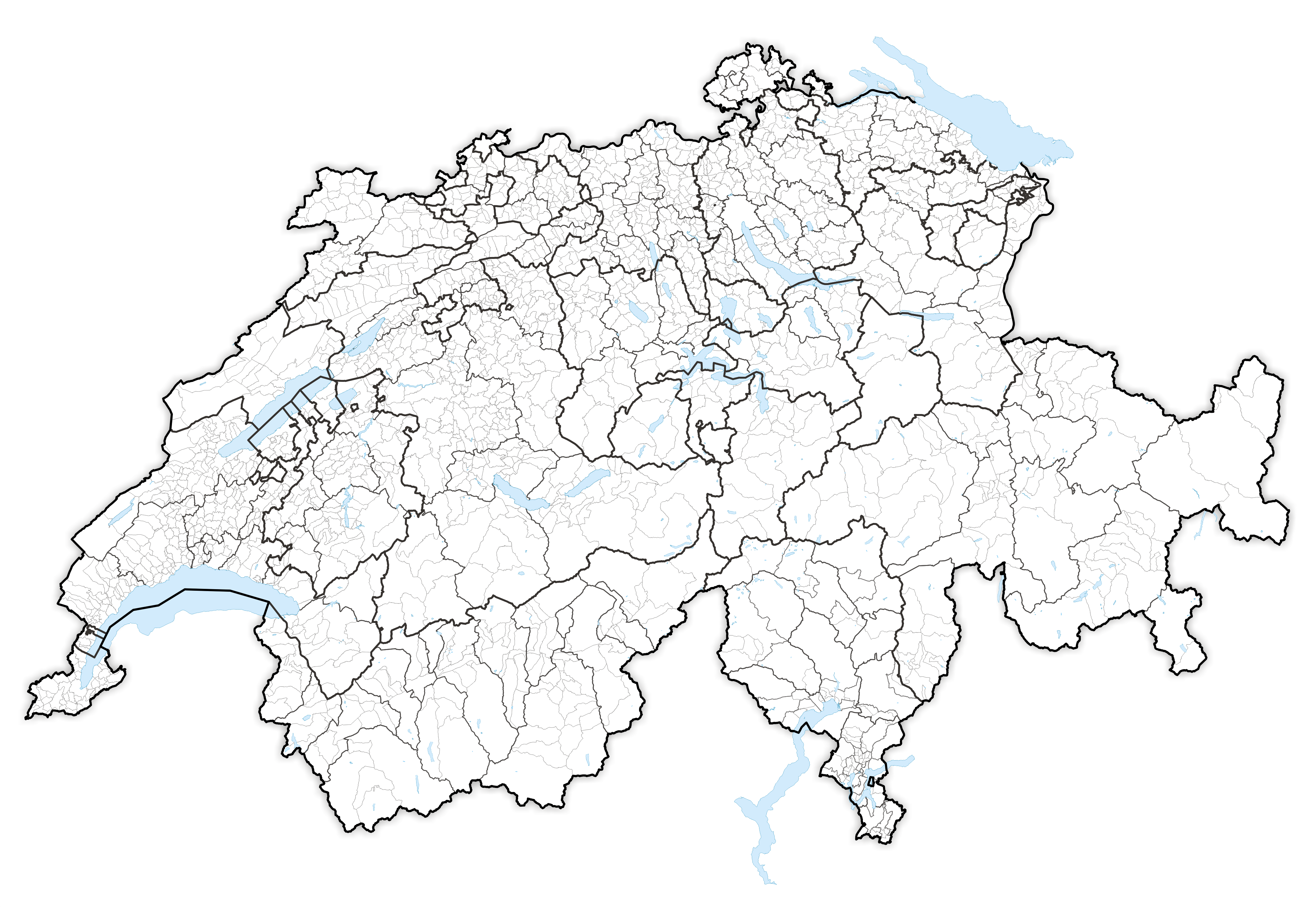
Carte des communes de Suisse au 6 avril 2025.

En Suisse, le pouvoir exécutif au niveau communal est exercé par un organe élu. La dénomination varie de canton à canton, voire de commune à commune au sein d'un même canton (comme à Berne), de même que le nombre de membres, le mode d'élection, la durée du mandat et les compétences de l'organe.
L'exécutif est en général dirigé par un président, dont la dénomination varie également : président de commune, maire, syndic, etc.

## Aperçu
| Canton                       | Nombre de communes          | Nom | Nombre de membres                                                                       | Durée de mandat                                            | Base légale                                                                        |
| ---------------------------- | --------------------------- | --- | --------------------------------------------------------------------------------------- | ---------------------------------------------------------- | ---------------------------------------------------------------------------------- |
| Zurich                       | 162 communes                | Gemeindevorstand                                                                                        | min. 5 membres                                                                          | selon le droit communal                                    | Gemeindegesetz (GG/ZH)                                                             |
| Berne                        | 342 communes                | Conseil communal dans les faits aussi Conseil municipal                                                 | min. 3 membres                                                                          | en règle générale 4 ans                                    | Loi sur les communes (LCo/BE)                                                      |
| Lucerne                      | 82 communes                 | Gemeinderat (aussi Gemeinderat pour les villes)                                                         | min. 3 membres                                                                          | 4 ans                                                      | Gemeindegesetz (GG/LU)                                                             |
| Uri                          | 20 communes                 | Gemeinderat                                                                                             | min. 5 membres (dont le président)                                                      | selon le droit communal                                    | Gemeindegesetz (GEG/UR)                                                            |
| Schwytz                      | 30 communes                 | Gemeinderat                                                                                             | de 5 à 9 membres (dont le président et le Säckelmeister)                                | 4 ans président et Säckelmeister : 2 ans                   | Gemeindeorganisationsgesetz (GO/SZ)                                                |
| Obwald                       | 7 communes                  | Gemeinderat ou Einwohnergemeinderat                                                                     | 5 ou 7 membres                                                                          | 4 ans                                                      | Constitution cantonale (Cst./SZ)                                                   |
| Nidwald                      | 11 communes                 | Administrativer Rat (selon le droit cantonal) Gemeinderat (dans les faits)                              | de 3 à 11 membres (selon le droit cantonal) 5 ou 7 membres (dans les faits)             | 4 ans                                                      | Gemeindegesetz (GemG/NW) Behördengesetz (BehG/NW)                                  |
| Glaris                       | 3 communes                  | Vorsteherschaft (selon le droit cantonal) Gemeinderat (dans les faits)                                  | min. 4 membres et un président (selon le droit cantonal) 7 membres (dans les faits)     | selon le droit communal 4 ans dans les faits               | Gemeindegesetz (GG/GL)                                                             |
| Zoug                         | 11 communes                 | Gemeinderat (selon le droit cantonal) Stadtrat (pour Zoug)                                              | 5 ou 7 membres (selon le droit cantonal) 7 membres (seulement pour Baar)                | 4 ans                                                      | Gemeindegesetz (GG/ZG)                                                             |
| Fribourg                     | 133 communes                | Conseil communal/Gemeinderat                                                                            | de 5 à 9 membres                                                                        | 4 ans                                                      | Loi sur les communes (LCo/FR)                                                      |
| Soleure                      | 109 communes                | selon le droit communal                                                                                 | min. 3 membres                                                                          | selon le droit communal                                    | Gemeindegesetz (GG/SO)                                                             |
| Bâle-Ville                   | 3 communes                  | Bâle : Regierungsrat (gouvernement cantonal) Riehen et Bettingen: Gemeinderat (selon le droit cantonal) | selon le droit cantonal et communal (Bâle et Riehen: 7 membres ; Bettingen : 5 membres) | selon le droit cantonal et communal (4 ans dans les faits) | Gemeindegesetz (GG/BS)                                                             |
| Bâle-Campagne                | 86 communes                 | Gemeinderat (selon le droit cantonal) Stadtrat (à Liestal)                                              | min. 3 membres                                                                          | 4 ans                                                      | Gemeindegesetz (GOG/BL)                                                            |
| Schaffhouse                  | 26 communes                 | Gemeinderat (selon le droit cantonal) Stadtrat (à Schaffhouse et Stein am Rhein)                        | de 3 à 7 membres 5 membres (dans les faits)                                             | 4 ans (dans les faits)                                     | Gemeindegesetz (GG/SH)                                                             |
| Appenzell Rhodes-Intérieures | 6 districts pas de communes | Bezirksrat                                                                                              | min. 5 membres (dans les faits 5 membres)                                               | 1 an ou 4 ans (dans les faits)                             | Constitution cantonale (Cst./AI)                                                   |
| Appenzell Rhodes-Extérieures | 20 communes                 | Gemeinderat                                                                                             | min. 5 membres (dans les faits de 5 jusqu'à 9 membres)                                  | 4 ans                                                      | Gemeindegesetz (GG/AR)                                                             |
| Saint-Gall                   | 113 communes                | Gemeinderat ou Stadtrat                                                                                 | min. 3 membres                                                                          | 4 ans                                                      | Gemeindegesetz (GG/SG)                                                             |
| Grisons                      | 105 communes                | Gemeindevorstand                                                                                        | min. 3 membres                                                                          | 4 ans                                                      | Gemeindegesetz (GG/GR)                                                             |
| Argovie                      | 210 communes                | Gemeindevorstand                                                                                        | de 5 à 7 membres (dont le Gemeindeammann et le Vizeammann)                              | 4 ans                                                      | Gemeindegesetz (GG/AG)                                                             |
| Thurgovie                    | 80 communes                 | Gemeindevorstand                                                                                        | min. 3 membres                                                                          | selon le droit communal                                    | Gemeindegesetz (GemG/TG)                                                           |
| Tessin                       | 112 communes                | Municipio                                                                                               | de 3 à 7 membres                                                                        | 4 ans                                                      | Legge organica comunale (LOC/TI)                                                   |
| Vaud                         | 309 communes                | Municipalité                                                                                            | de 3 à 9 membres                                                                        | 5 ans                                                      | Loi sur les communes (LC/VD)                                                       |
| Valais                       | 122 communes                | Conseil communal Conseil municipal (dans les grandes villes)                                            | de 3 à 15 membres                                                                       | 4 ans                                                      | Loi sur les communes (LCo/VS)                                                      |
| Neuchâtel                    | 31 communes                 | Conseil communal                                                                                        | selon le droit communal                                                                 | 4 ans                                                      | Loi sur les communes (LCo/NE)                                                      |
| Genève                       | 45 communes                 | Conseil administratif Maire et deux adjoints (dans les petites villes)                                  | 3 ou 5 selon la population communale (par arrêté du Conseil d'État)                     | 5 ans                                                      | Constitution cantonale (Cst./GE) et loi sur l'administration des communes (LAC/GE) |
| Jura                         | 53 communes                 | Conseil communal                                                                                        | min. 3 ou 5 membres                                                                     | 5 ans                                                      | Loi sur les communes (LCom/JU)                                                     |

Légende :
- déterminé par le droit communal
- mélange de droit communal et communal (cadre général par le canton, mise en œuvre par la commune)
- déterminé par le droit cantonal (cas par défaut), modifiable par le droit communal (mise en œuvre d'une exception)
- déterminé strictement par le droit cantonal (pas de dérogation par le droit communal)

## Situation selon le canton

### Zurich

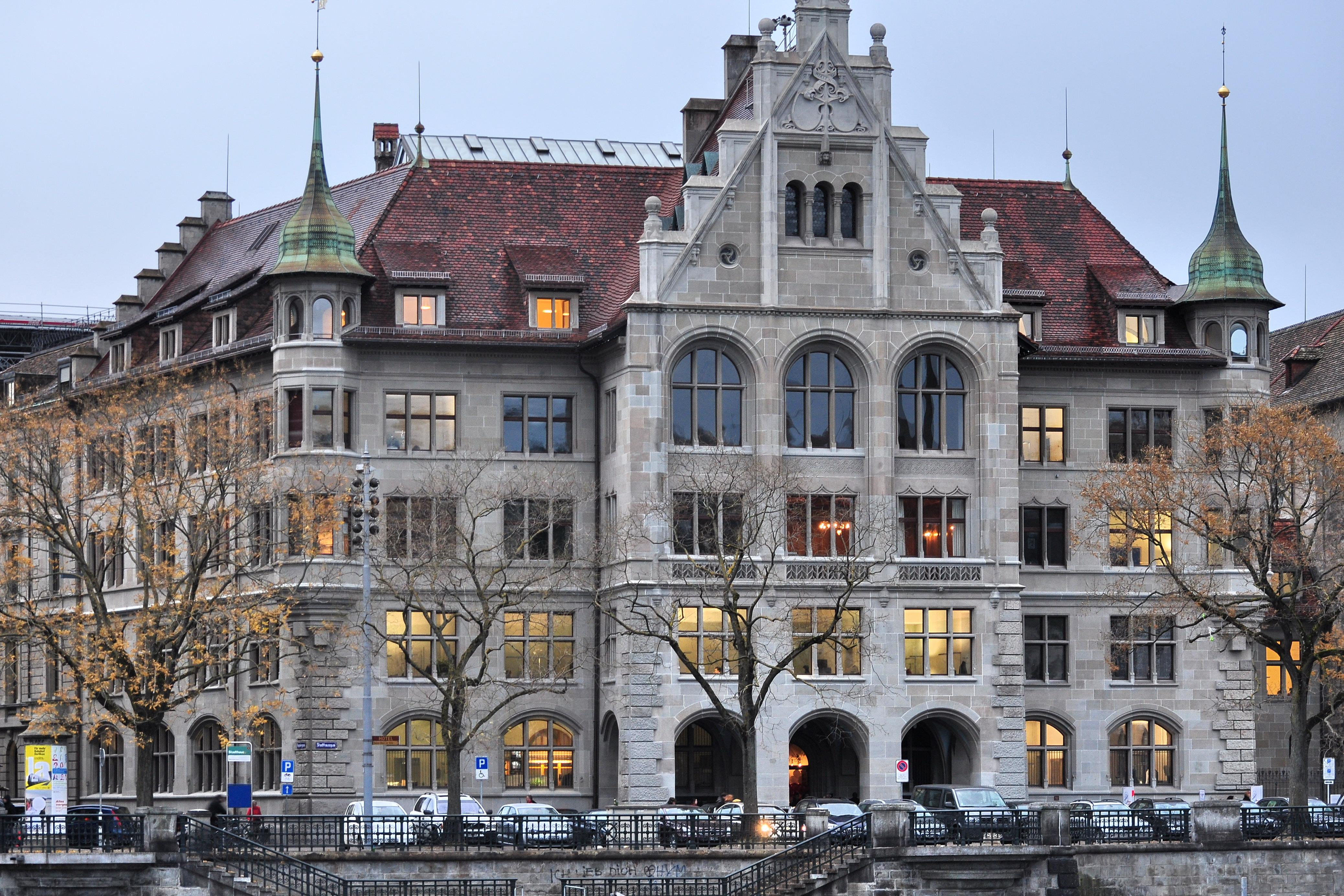
Le Stadthaus de Zurich, lieu où siège le Stadtrat zurichois.

Le canton de Zurich est divisé en 162 communes. Selon la législation cantonale zurichoise, elles sont dirigées par un Gemeindevorstand (litt. comité communal). Les communes peuvent lui attribuer un autre nom dans leur Gemeindeordnung (règlement de base de la commune) : il s'appelle en règle générale Gemeinderat (litt. conseil communal) dans les communes dotées d'une assemblée communale et Stadtrat (litt. Conseil de ville) dans celles dotées d'un parlement communal, par exemple la ville de Zurich.
Le Gemeindevorstand est composé d'au moins cinq membres, le nombre définitif étant déterminé par chaque commune dans sa Gemeindeordnung.
Il est la plus haute autorité de la commune et représente cette dernière vers l'extérieur. Il nomme le Gemeindeschreiber (secrétaire communal).

### Berne

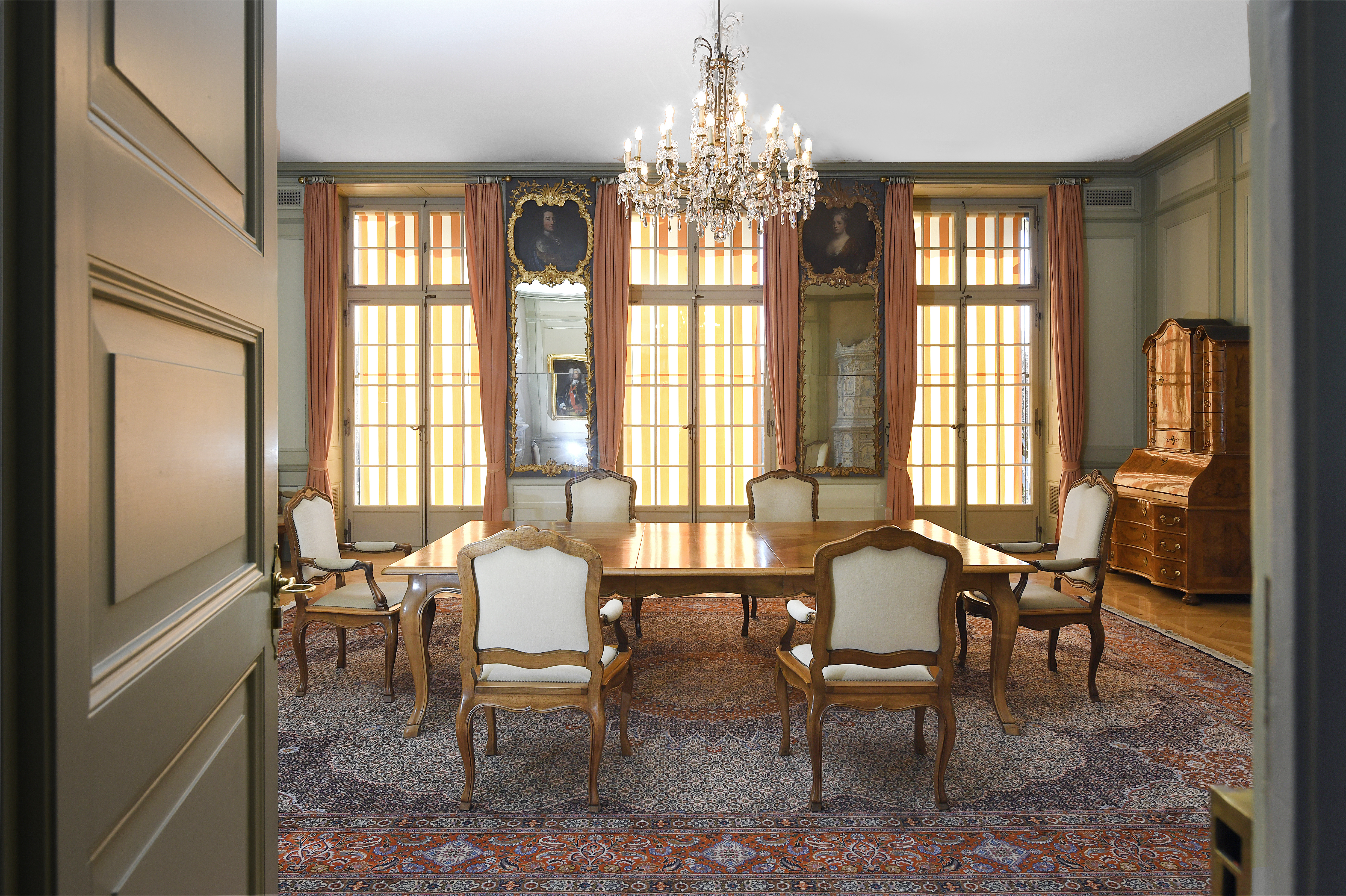
Salle du Conseil municipal de Berne, dans lErlacherhof, à Berne.

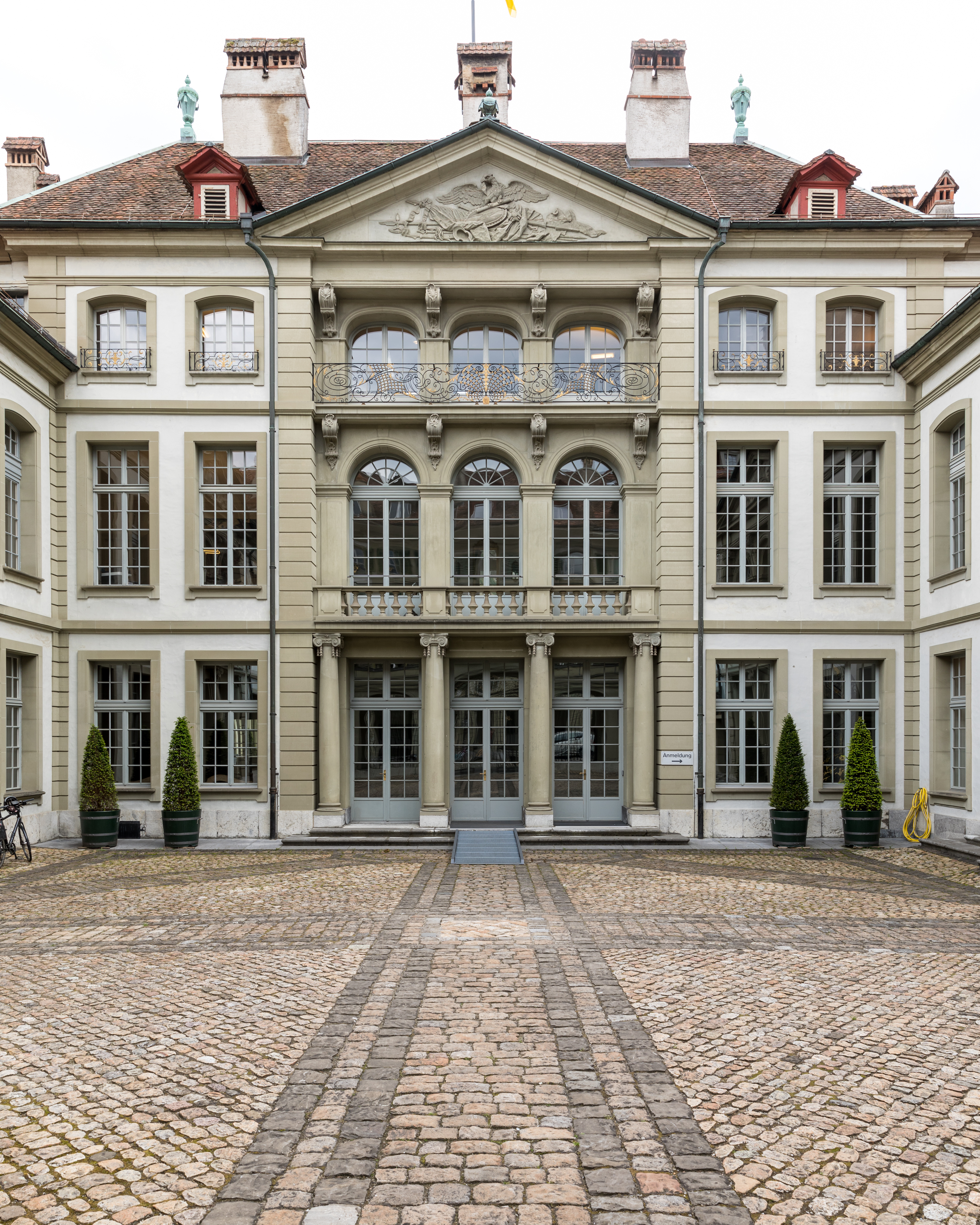
Erlacherhof, à Berne, lieu de réunion du Conseil municipal de Berne.

Le canton de Berne est divisé en 342 communes. Selon la législation cantonale, une commune est dirigée par le conseil communal (en allemand Gemeinderat).
Le règlement d'organisation de la commune fixe le nombre de membres du conseil communal, mais celui-ci doit être composé au minimum de trois membres. Le président de la commune, appelé maire ou président (Stadtpräsident ou Stapi à Berne), dirige le conseil communal. Les membres de l'exécutif de la ville de Berne ne peuvent se représenter s'ils ont siégé 12 ans sans interruption à la fin de l'année où ont lieu les élections.
Certaines communes bernoises francophones (du Jura bernois ou de l'arrondissement administratif de Bienne-Seeland) ont nommé leur conseil communal « Conseil municipal », comme à Bienne, La Neuveville, Moutier ou Saint-Imier.

### Lucerne
Le canton de Lucerne est divisé en 82 communes. La législation cantonale prévoit qu'elles sont dirigées par un Gemeinderat (litt. conseil communal), qui a la qualité d'organe central de conduite. Les communes peuvent lui attribuer un autre nom dans leur Gemeindeordnung.
Il est composé d'au moins trois membres, le nombre exact étant déterminé par le droit communal. Les membres sont élus tous les quatre ans et entrent en fonction le 1er septembre.
Le Gemeinderat est doté de la compétence subsidiaire, c'est-à-dire qu'il remplit les tâches non attribuées à d'autres organes communaux. Ses séances ne sont pas publiques.
Lucerne est dirigée par le Stadtrat (litt. conseil de ville, composé de cinq membres), tout comme Kriens. Horw maintient l'appellation Gemeinderat.

### Uri
Le canton d'Uri est divisé en 20 communes. La législation cantonale dispose qu'une commune est dirigée par un Gemeinderat (litt. conseil communal). Il est composé d'au moins cinq membres (dont le président de la commune), le nombre exact étant fixé par la Gemeindeordnung. Le droit communal détermine la durée du mandat des membres.
Le Gemeinderat organise l'administration communale et les assemblées communales et représente la commune vers l'extérieur.

### Schwytz
Le canton de Schwytz est divisé en 30 communes. Le droit cantonal confère au Gemeinderat (litt. conseil communal) le pouvoir de direction d'une commune.
Le Gemeinderat est composé du président de commune, du Säckelmeister (litt. maître des bourses, comprendre directeur des finances) et de trois à sept autres membres. Ils sont élus au scrutin majoritaire. Chaque membre du Gemeinderat est élu pour quatre ans, sauf le président de commune et le Säckelmeister qui sont élus pour deux ans. La moitié des membres du Gemeinderat est élu tous les deux ans. Ils entrent en fonction au plus tard le 1er juillet de l'année au cours de laquelle ils sont élus.
Comme dans le canton de Lucerne, il possède une compétence subsidiaire.

### Obwald
Le canton d'Obwald est divisé en sept communes. Le canton d'Obwald n'a pas de loi qui leur soit spécifiquement dédiée. Sa Constitution cantonale détermine le cadre légal concernant les communes. Chacune d'entre elles est dirigée par un Gemeinderat (litt. conseil communal), dont les membres sont élus pour quatre ans. Le nombre de membres est déterminé par le droit communal : il varie entre cinq et sept. Dans certaines communes, il porte le nom d'Einwohngemeinderat (conseil communal des habitants, par opposition au Bürgergemeinderat, conseil de la commune bourgeoise).
| Commune   | Nom                | Nombre de membres |
| --------- | ------------------ | ----------------- |
| Alpnach   | Einwohngemeinderat | 5 membres         |
| Engelberg | Einwohngemeinderat | 5 membres         |
| Giswil    | Gemeinderat        | 7 membres         |
| Kerns     | Einwohngemeinderat | 7 membres         |
| Lungern   | Gemeinderat        | 5 membres         |
| Sachseln  | Einwohngemeinderat | 7 membres         |
| Sarnen    | Einwohngemeinderat | 7 membres         |

### Nidwald
Le canton de Nidwald est divisé en onze communes. La législation cantonale dispose que l'exécutif communal se nomme administrativer Rat (litt. conseil administratif) si la commune est dite d'organisation ordinaire (ordentliche Organisation dans les termes de la législation cantonale),. Dans le cas d'une organisation extraordinaire, l'exécutif s'appelle Gemeinderat (litt. conseil communal).
Dans les deux cas, l'exécutif est composé de trois à onze membres (le nombre étant fixé par le droit communal). Il est élu par l'assemblée communale (assemblée ouverte) ou par scrutin secret, au scrutin majoritaire, ou au scrutin proportionnel si le droit communal le prévoit. Les membres sont élus pour quatre ans.
Il est doté de la compétence subsidiaire (comme dans les cantons de Lucerne et de Schwytz).
| Commune         | Nom         | Nombre de membres |
| --------------- | ----------- | ----------------- |
| Beckenried      | Gemeinderat | 7 membres         |
| Buochs          | Gemeinderat | 7 membres         |
| Dallenwil       | Gemeinderat | 5 membres         |
| Emmetten        | Gemeinderat | 7 membres         |
| Ennetbürgen     | Gemeinderat | 7 membres         |
| Ennetmoos       | Gemeinderat | 7 membres         |
| Hergiswil       | Gemeinderat | 7 membres         |
| Oberdorf        | Gemeinderat | 7 membres         |
| Stans           | Gemeinderat | 7 membres         |
| Stansstad       | Gemeinderat | 7 membres         |
| Wolfenschiessen | Gemeinderat | 7 membres         |

### Glaris
Le canton de Glaris est divisé en trois communes (Glaris, Glaris Nord et Glaris Sud). Le droit cantonal dispose qu'elles sont dirigées par une Vorsteherschaft (litt. présidence), composée du président de la commune et d'au moins quatre membres. Le droit communal détermine la durée de leur mandat.
La Vorsteherschaft agit comme organe collégial.
Dans les trois communes politiques du canton, les Vorsteherschaften prennent toutes le nom de Gemeinderat (litt. conseil communal) et sont composées de sept membres, élus pour quatre ans,,.

### Zoug
Le canton de Zoug est divisé en onze communes. Le droit cantonal prévoit que l'exécutif de la commune se nomme Gemeinderat (litt. conseil communal) et soit composé de cinq membres par défaut avec le secrétaire communal (Gemeindeschreiber) ayant voix consultative. L'assemblée communale peut décider que le nombre de membres du Gemeinderat soit augmenté à sept.
Le Gemeinderat dispose de la compétence subsidiaire et représente la commune vers l'extérieur. Il est présidé par le président de commune.
Seule la ville de Zoug nomme son exécutif Stadtrat (litt. conseil de ville). La deuxième commune du canton, Baar, est la seule à avoir augmenté son Gemeinderat à sept membres.
| Commune     | Nom de l'exécutif | Nombre de membres |
| ----------- | ----------------- | ----------------- |
| Baar        | Gemeinderat       | 7 membres         |
| Cham        | Gemeinderat       | 5 membres         |
| Hunenberg   | Gemeinderat       | 5 membres         |
| Menzingen   | Gemeinderat       | 5 membres         |
| Neuheim     | Gemeinderat       | 5 membres         |
| Oberägeri   | Gemeinderat       | 5 membres         |
| Risch       | Gemeinderat       | 5 membres         |
| Steinhausen | Gemeinderat       | 5 membres         |
| Unterägeri  | Gemeinderat       | 5 membres         |
| Walchwil    | Gemeinderat       | 5 membres         |
| Zoug        | Stadtrat          | 5 membres         |

### Fribourg

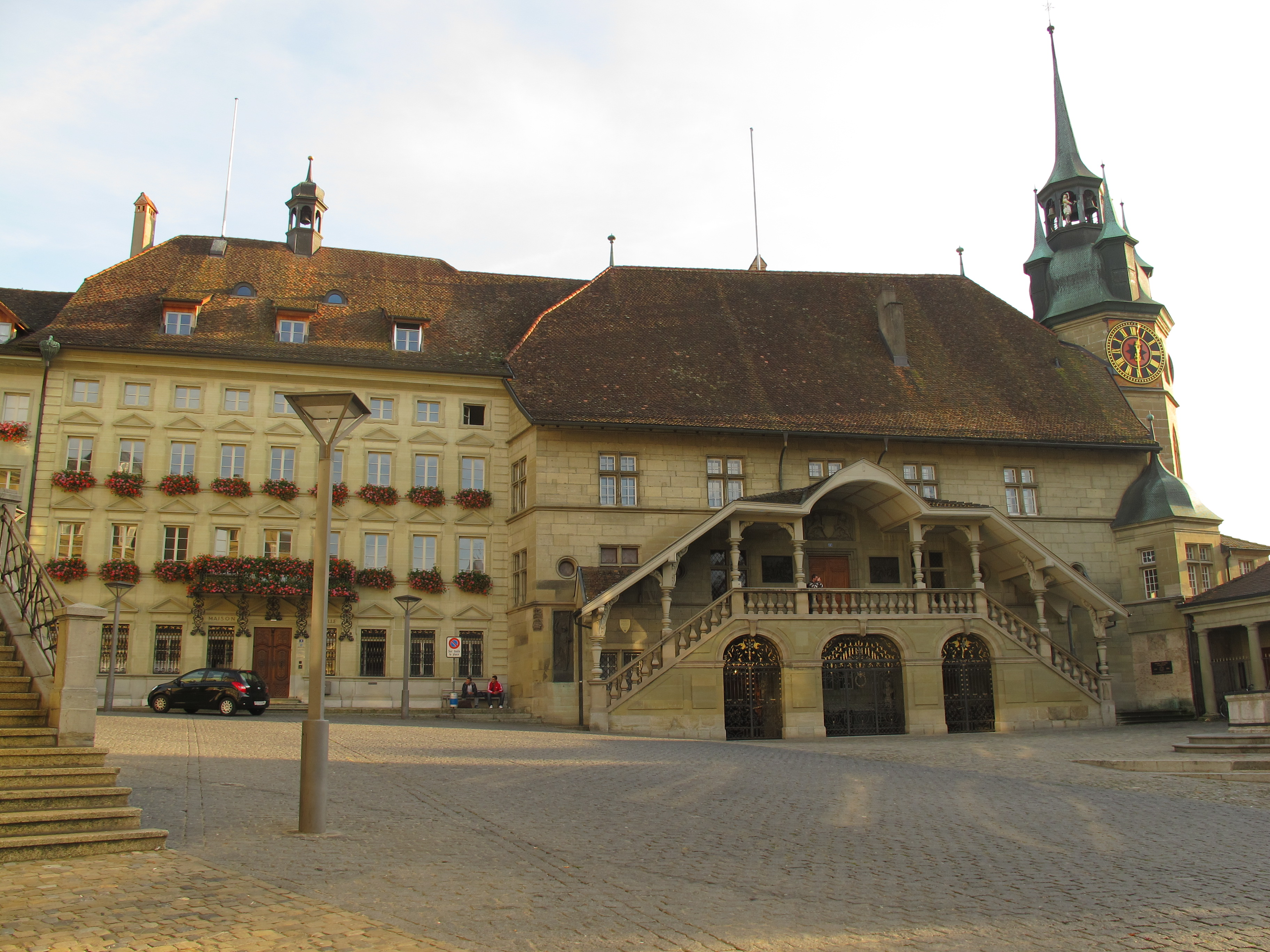
Hôtel de ville de Fribourg, siège du Conseil communal fribourgeois.

Le canton de Fribourg est divisé en 133 communes. Le droit cantonal prévoit que l'exécutif communal se nomme conseil communal (en allemand Gemeinderat). Le conseil communal dirige et administre la commune ; le syndic est à sa tête.
Les membres du conseil communal sont élus pour cinq ans et sont élus en même temps que le conseil général (législatif), lors des élections générales.
Le conseil communal est doté de la compétence subsidiaire.
Le nombre de membres d'un conseil communal est fixée par le droit cantonal, mais la commune peut y déroger :
| de                  | jusqu'à             | Nombre de conseillers |
| ------------------- | ------------------- | --------------------- |
| 0                   | 600 habitants       | 5 membres             |
| 600 habitants       | 1 200 habitants     | 7 membres             |
| dès 1 200 habitants | dès 1 200 habitants | 9 membres             |

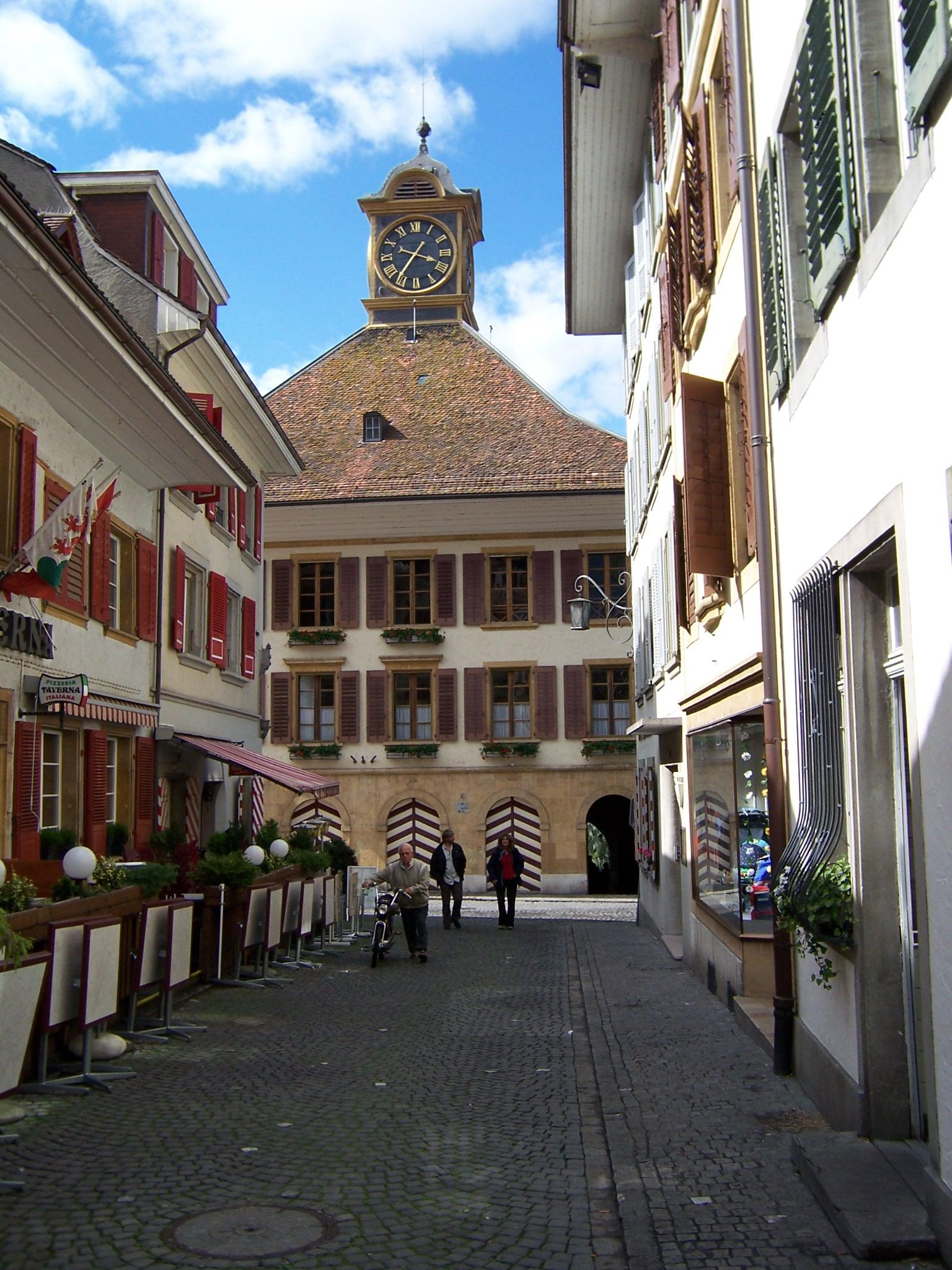
Hôtel de ville de Morat, siège des autorités communales.

Pour les communes obligées de se doter d'un parlement communal, le nombre de conseillers est fixé comme suit :
| Commune            | Nombre d'habitants (au 31 décembre 2018) | Nombre de conseillers |
| ------------------ | ---------------------------------------- | --------------------- |
| Fribourg           | 38 365 habitants                         | 5 membres             |
| Bulle              | 23 439 habitants                         | 9 membres             |
| Morat/Murten       | 8 279 habitants                          | 7 membres             |
| Romont             | 5 280 habitants                          | 9 membres             |
| Estavayer          | 9 716 habitants                          | 9 membres             |
| Châtel-Saint-Denis | 6 971 habitants                          | 9 membres             |
| Marly              | 8 193 habitants                          | 9 membres             |
| Villars-sur-Glâne  | 12 094 habitants                         | 9 membres             |

### Soleure
Le canton de Soleure est divisé en 109 communes. Le droit cantonal prévoit que l'exécutif communal se nomme Gemeinderat (litt. conseil communal). Il est composé d'au moins trois membres. Il est élu au système proportionnel. Toutefois, dans le cadre de l'organisation extraordinaire (ausserordentliche Organisation), le droit communal peut prévoir que l'élection ait lieu au système majoritaire.
Le chef-lieu du canton, Soleure (troisième ville la plus peuplée), dépourvu de parlement communal, dispose d'un Gemeinderat de 30 membres, élus pour quatre ans. Olten, la ville la plus peuplée du canton, dotée d'un parlement communal, dispose d'un exécutif nommé Stadtrat de cinq membres. Granges, deuxième ville la plus peuplée, dispose d'un
Gemeinderat de quinze membres.

### Bâle-Ville

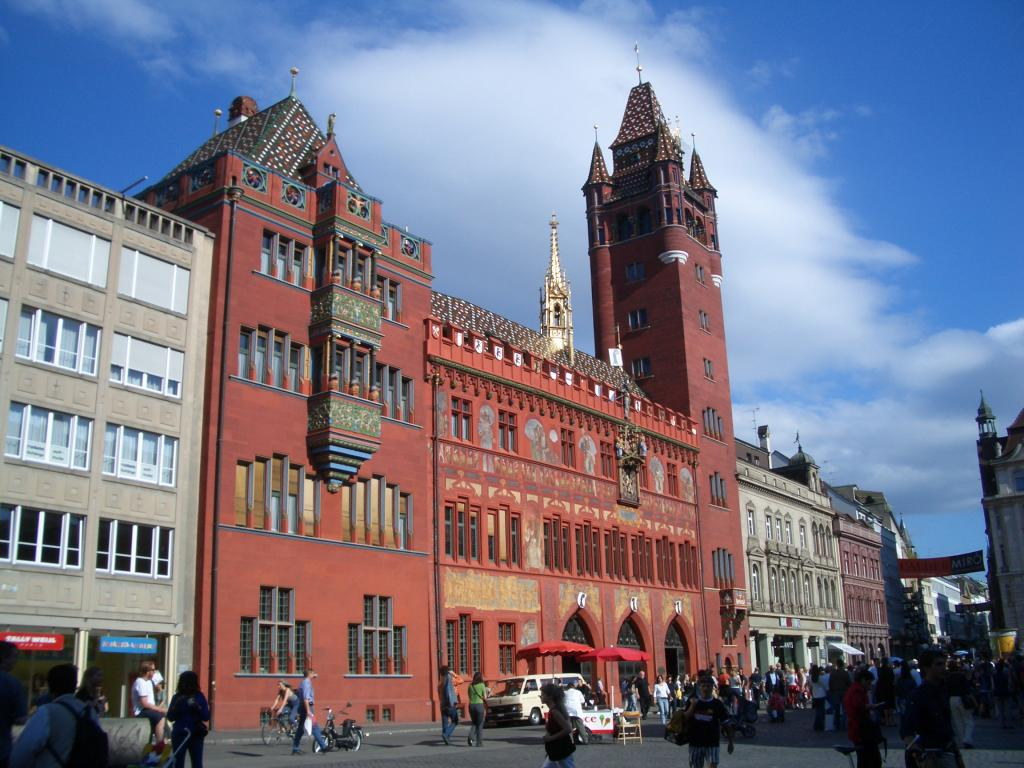
Le Rathaus de Bâle, siège des autorités cantonales, et aussi de l'exécutif de la commune de Bâle (le Regierungsrat).

Le canton de Bâle-Ville est divisé en trois communes : Bâle, Riehen et Bettingen.
Le canton de Bâle-Ville a la particularité de gérer directement (à travers ses organes cantonaux) le territoire de la commune de Bâle. Par conséquent, l'exécutif de la commune de Bâle est le Regierungsrat (exécutif) de Bâle-Ville, composé de sept membres, élus tous les quatre ans,. Pour les deux autres communes, l'exécutif se nomme Gemeinderat (litt. conseil communal). Il doit être composé de trois membres (dont le président de commune) au moins. Celui de Riehen est composé de sept membres, celui de Bettingen de cinq membres.

### Bâle-Campagne
Le canton de Bâle-Campagne est divisé en 86 communes. Le droit cantonal dispose que l'exécutif communal se nomme Gemeinderat (litt. conseil communal). Le nombre de membres est fixé par le droit communal, mais doit être au minimum de trois. Le Gemeinderat est élu pour quatre ans et entre en fonction le 1er juin. Les Gemeinderäte sont soumis au contrôle du Regierungsrat (gouvernement cantonal).
Il représente la commune vers l'extérieur. Il est doté de compétences pénales dans certaines procédures de droit communal.
L'exécutif de la capitale du canton, Liestal, se nomme Stadtrat (litt. conseil de ville). Il se compose de cinq membres.

### Schaffhouse

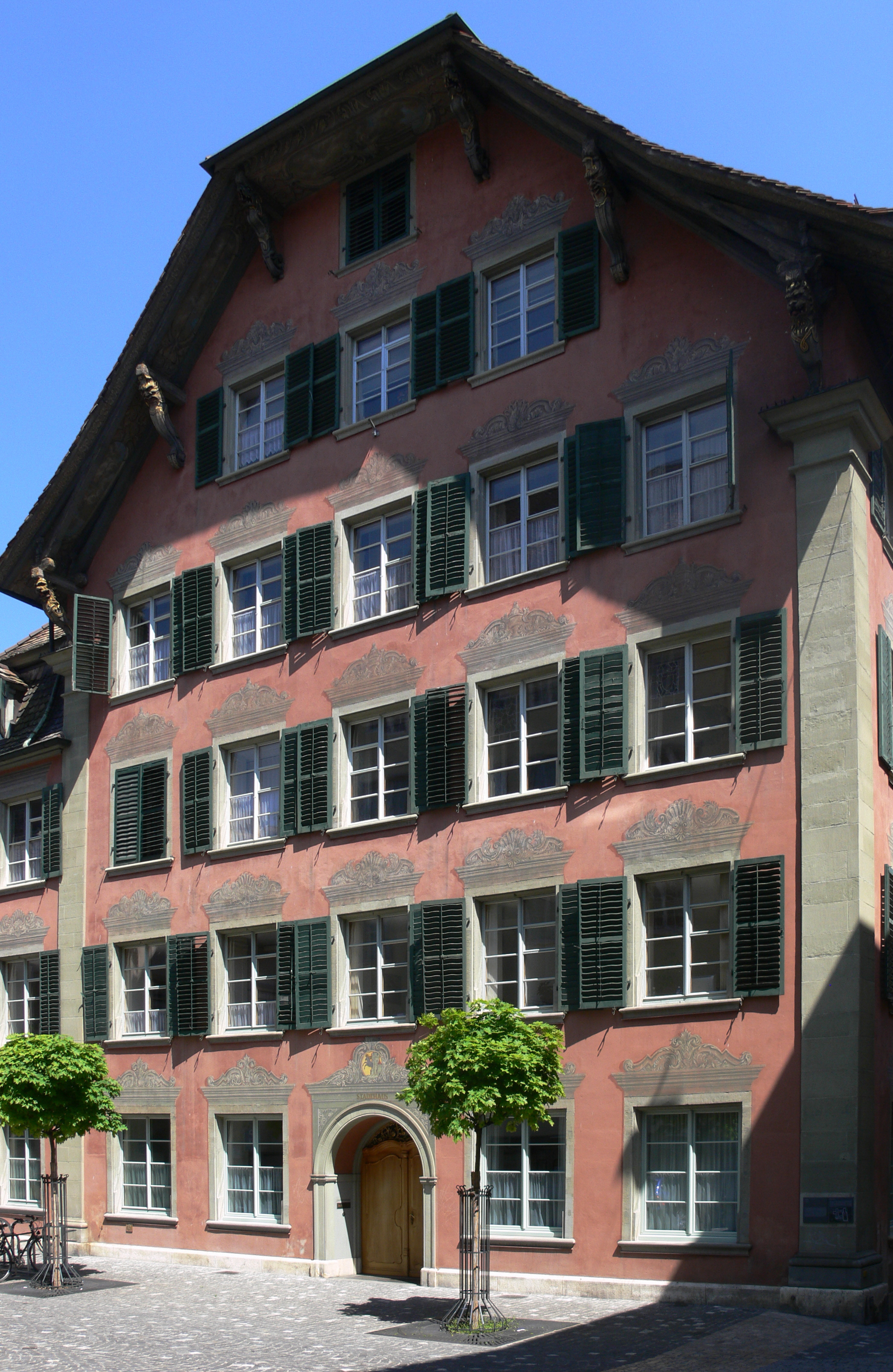
Stadthaus de Schaffhouse, siège des autorités communales.

Le canton de Schaffhouse est divisé en 26 communes. Le droit cantonal dispose que l'exécutif d'une commune se nomme Gemeinderat (litt. conseil communal) ; seules Schaffhouse et Stein am Rhein nomment le leur Stadtrat (litt. conseil de ville).
Le nombre de membres dans l'exécutif est fixé par la constitution communale (Gemeindeverfassung), mais il soit s'élever à au moins trois membres et ne pas dépasser sept membres. Le droit communal fixe la durée de mandat de l'exécutif. Toutes les communes sont toutefois dotées d'une exécutif de cinq membres, élu pour quatre ans.
L'exécutif communal représente la commune vers l'extérieur. Il est doté de la compétence subsidiaire.
| Commune                | Population (en 2018) | Nom         | Nombre de membres | Durée de mandat |
| ---------------------- | -------------------- | ----------- | ----------------- | --------------- |
| Bargen                 | 313 habitants        | Gemeinderat | 5 membres         | NC              |
| Beggingen              | 476 habitants        | Gemeinderat | 5 membres         | NC              |
| Beringen               | 4 804 habitants      | Gemeinderat | 5 membres         | NC              |
| Buch                   | 316 habitants        | Gemeinderat | 5 membres         | NC              |
| Buchberg               | 866 habitants        | NC          | 5 membres         | NC              |
| Büttenhardt            | 416 habitants        | Gemeinderat | 5 membres         | NC              |
| Dörflingen             | 1 028 habitants      | Gemeinderat | 5 membres         | NC              |
| Gächlingen             | 836 habitants        | Gemeinderat | 5 membres         | 4 ans           |
| Hallau                 | 2 221 habitants      | Gemeinderat | 5 membres         | 4 ans           |
| Hemishofen             | 468 habitants        | Gemeinderat | 5 membres         | NC              |
| Lohn                   | 758 habitants        | Gemeinderat | 5 membres         | NC              |
| Löhningen              | 1 472 habitants      | Gemeinderat | 5 membres         | NC              |
| Merishausen            | 859 habitants        | Gemeinderat | 5 membres         | 4 ans           |
| Neuhausen am Rheinfall | 10 512 habitants     | Gemeinderat | 5 membres         | NC              |
| Neunkirch              | 2 289 habitants      | Gemeinderat | 5 membres         | 4 ans           |
| Oberhallau             | 444 habitants        | Gemeinderat | 5 membres         | 4 ans           |
| Ramsen                 | 1 469 habitants      | Gemeinderat | 5 membres         | NC              |
| Rüdlingen              | 750 habitants        | Gemeinderat | 5 membres         | NC              |
| Schaffhouse            | 36 587 habitants     | Stadrat     | 5 membres         | 4 ans           |
| Schleitheim            | 1 681 habitants      | Gemeinderat | 5 membres         | NC              |
| Siblingen              | 886 habitants        | Gemeinderat | 5 membres         | 4 ans           |
| Stein am Rhein         | 3 415 habitants      | Stadtrat    | 5 membres         | 4 ans           |
| Stetten                | 1 351 habitants      | Gemeinderat | 5 membres         | NC              |
| Thayngen               | 5 453 habitants      | Gemeinderat | 5 membres         | NC              |
| Trasadingen            | 584 habitants        | Gemeinderat | 5 membres         | NC              |
| Wilchingen             | 1 737 habitants      | Gemeinderat | 5 membres         | 4 ans           |

### Appenzell Rhodes-Intérieures
Le canton d'Appenzell Rhodes-Intérieures n'est pas divisé en communes politiques,, mais en districts (en allemand Bezirke). Le droit constitutionnel cantonal dispose que le district est dirigé par un conseil de district (Bezirksrat), composé d'au moins cinq membres, élu par la Bezirksgemeinde (l'équivalent de la Landsgemeinde pour le district en question). Le droit du district dispose de la durée de mandat des membres du district.
| District       | Population (en 2018) | Nombre de membres | Durée de mandat |
| -------------- | -------------------- | ----------------- | --------------- |
| Appenzell      | 5 795 habitants      | 7 membres         | NC              |
| Gonten         | 1 462 habitants      | 5 membres         | 4 ans           |
| Oberegg        | 1 916 habitants      | 7 membres         | 4 ans           |
| Rüte           | 3 648 habitants      | 7 membres         | 1 an            |
| Schlatt-Haslen | 1 128 habitants      | 5 membres         | NC              |
| Schwende       | 2 196 habitants      | 5 membres         | NC              |

### Appenzell Rhodes-Extérieures
Le canton d'Appenzell Rhodes-Extérieures est divisé en 20 communes. Le droit cantonal dispose que l'exécutif communal se nomme Gemeinderat (litt. conseil communal). Il est composé d'au moins cinq membres, élu pour quatre ans.
| Commune      | Population (en 2018) | Nom de l'exécutif | Nombre de membres |
| ------------ | -------------------- | ----------------- | ----------------- |
| Bühler       | 1 799 habitants      | Gemeinderat       | 7 membres         |
| Gais         | 3 091 habitants      | Gemeinderat       | 7 membres         |
| Grub         | 1 008 habitants      | Gemeinderat       | 7 membres         |
| Heiden       | 4 162 habitants      | Gemeinderat       | 7 membres         |
| Herisau      | 15 745 habitants     | Gemeinderat       | 7 membres         |
| Hundwil      | 941 habitants        | Gemeinderat       | 7 membres         |
| Lutzenberg   | 1 279 habitants      | Gemeinderat       | 7 membres         |
| Rehetobel    | 1 747 habitants      | Gemeinderat       | 7 membres         |
| Reute        | 688 habitants        | Gemeinderat       | 7 membres         |
| Schönengrund | 532 habitants        | Gemeinderat       | 5 membres         |
| Schwellbrunn | 1 573 habitants      | Gemeinderat       | 7 membres         |
| Speicher     | 4 382 habitants      | Gemeinderat       | 7 membres         |
| Stein        | 1 429 habitants      | Gemeinderat       | 9 membres         |
| Teufen       | 6 265 habitants      | Gemeinderat       | 9 membres         |
| Trogen       | 1 735 habitants      | Gemeinderat       | 7 membres         |
| Urnäsch      | 2 303 habitants      | Gemeinderat       | 9 membres         |
| Wald         | 877 habitants        | Gemeinderat       | 7 membres         |
| Waldstatt    | 1 870 habitants      | Gemeinderat       | 7 membres         |
| Walzenhausen | 1 971 habitants      | Gemeinderat       | 5 membres         |
| Wolfhalden   | 1 837 habitants      | Gemeinderat       | 7 membres         |

### Saint-Gall
Le canton de Saint-Gall est divisé en 133 communes. Le droit cantonal dispose que l'exécutif se nomme Rat (dénomination générique pour un conseil) et plus spécifiquement Gemeinderat (litt. conseil communal) ou Stadtrat (litt. conseil de ville). L'exécutif doit être composé d'au moins trois membres. La durée du mandat est fixée à quatre ans.
Dans les quatre communes les plus peuplées du canton, à savoir Saint-Gall (cinq membres), Rapperswil-Jona (sept membres), Wil (cinq membres) et Gossau (cinq membres), l'exécutif se nomme Stadtrat. La cinquième commune la plus peuplée, Uzwil, nomme son exécutif Gemeinderat et se compose de sept membres.

### Grisons
Le canton des Grisons est divisé en 105 communes. Le droit cantonal nomme l'exécutif communal Gemeindevorstand (litt. comité communal) et prévoit qu'il se compose d'au moins trois membres. Le droit communal peut donner un autre nom à l'exécutif communal. Les membres de ce dernier sont élus pour quatre ans.
Le Gemeindevorstand représente la commune vers l'extérieur. Il est doté de la compétence subsidiaire.
À Coire, l'exécutif se nomme Stadrat (litt. conseil de ville) et se compose de trois membres, tandis qu'il s'appelle Kleiner Stadtrat (litt. petit conseil de ville), composé de cinq membres, à Davos.

### Argovie
Le canton d'Argovie est divisé en 210 communes. En ce qui concerne l'exécutif communal, le droit cantonal fait une distinction formelle entre les communes ayant un parlement communal et celles qui n'en sont pas dotées. Dans les deux cas, l'exécutif se nomme Gemeinderat (litt. conseil communal).
Le Gemeinderat se compose du Gemeindeammann (président de commune), le Vizeammann (vice-président de commune) et de trois, cinq ou sept autres membres. La durée du mandat des membres du parlement communal est de quatre ans. L'exécutif communal est l'organe de conduite et de mise en œuvre de la commune et représente la commune vers l'extérieur. Il est doté de la compétence subsidiaire et aussi de fonctions dans le cadre de la procédure pénale.
À Aarau, il se nomme toutefois Stadtrat (litt. conseil de ville, composé de sept membres), tout comme à Baden et à Bremgarten.

### Thurgovie
Le canton de Thurgovie est divisé en 80 communes. Le droit cantonal dispose que l'exécutif communal se nomme Gemeindebehörde (litt. autorité communale). Le droit communal fixe le nombre de membres, mais celui-ci doit s'élever à cinq au minimum. Le Regierungsrat (gouvernement cantonal) fixe la date de début du mandat, mais le droit communal fixe sa durée.
Frauenfeld nomme son exécutif communal Stadrat (litt. conseil de ville, composé de cinq membres), tout comme Kreuzlingen et Arbon. L'exécutif d'Amriswil porte le même nom, toutefois avec neuf membres.

### Tessin

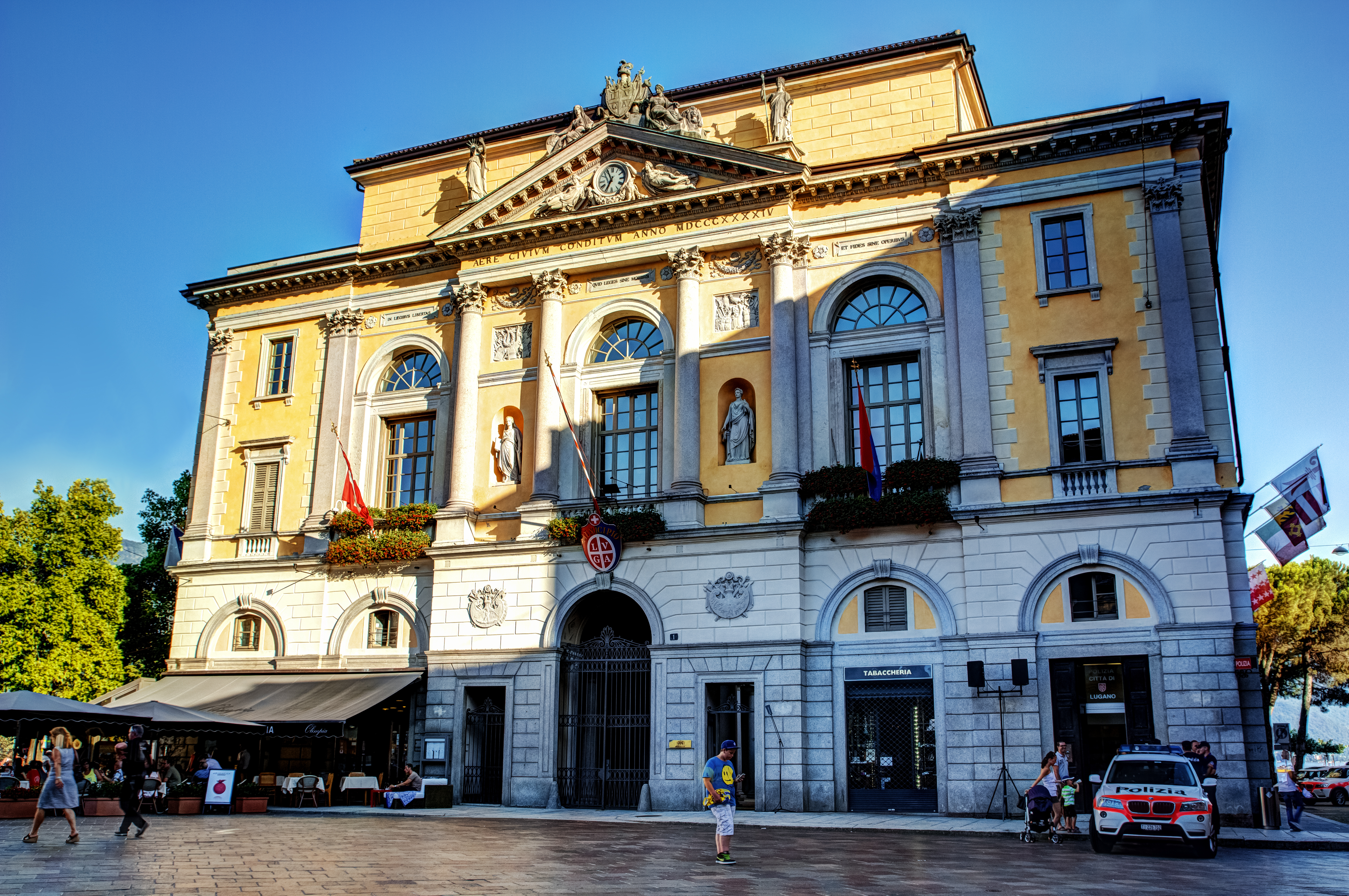
Municipio de Lugano, lieu de réunion du conseil communal de la ville (au premier étage, au niveau des drapeaux).

Le canton du Tessin est divisé en 112 communes. Le droit cantonal tessinois dispose que l'exécutif communal se nomme municipio (municipalité). Il est élu pour quatre ans, ses membres entrant en fonction en déclarant fidélité à la constitution et aux lois devant le juge de paix.
Un municipio doit être composé d'un nombre impair de membres qui ne peut être supérieur à sept. Le mandat est incompatible avec celui de conseiller d'État, de fonctionnaire cantonal ou magistrat de l'ordre judiciaire. Les parents en ligne directe ne peuvent siéger dans le même municipio (exception faite pour les communes de moins de 300 habitants).
Le municipio est présidé par le sindaco (syndic) ; le droit cantonal interdit au municipio de tenir séance dans un local d'usage privé et impose un local destiné spécifiquement au municipio. Le syndic représente la commune envers l'extérieur.
Les membres du municipio (appelés municipali) sont dotés de pouvoir de police locale, et peuvent, à ce titre, faire des perquisitions dans un domicile au sens de la procédure administrative fédérale.

### Vaud

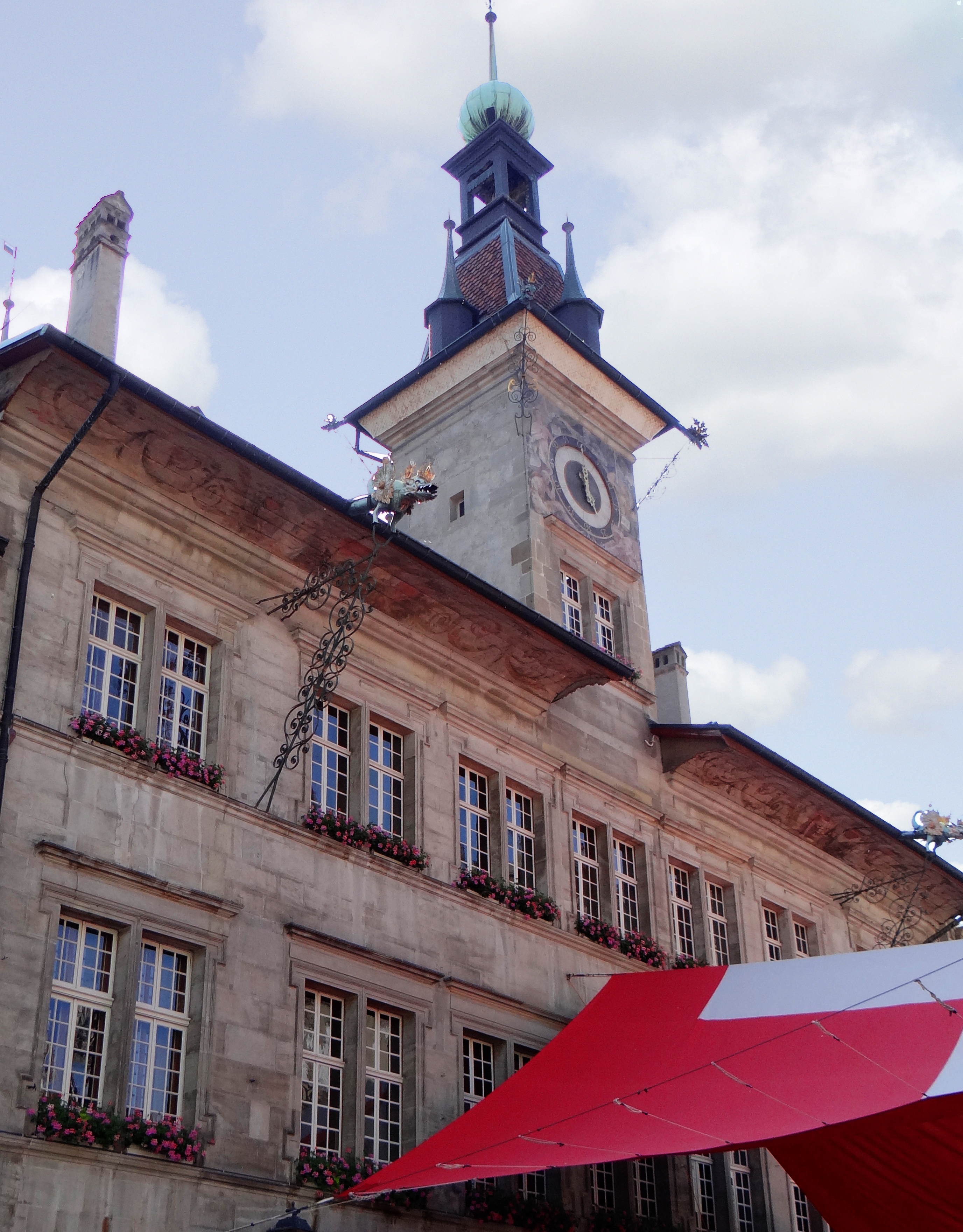
Hôtel de ville de Lausanne, siège des autorités communales.

Le canton de Vaud est divisé en 309 communes. Le droit cantonal dispose que l'exécutif communal se nomme municipalité.
Le nombre de municipaux est de trois, cinq, sept ou neuf, le droit communal fixant le nombre exact. Les parents en ligne directe ne peuvent être élus dans la même municipalité.
Les membres de la municipalité sont élus pour cinq ans ; ceux-ci doivent prêter serment à la Constitution fédérale et la constitution cantonale vaudoise avant d'entrer en fonction, après quoi ils forment un collège. Le syndic assume la présidence de la municipalité ; ce dernier est doté de certains pouvoirs pour la conservation des preuves dans une procédure pénale.

### Valais
Le canton du Valais est divisé en 122 communes. Le droit cantonal valaisan dispose que l'exécutif communal se nomme conseil communal ou municipal, mais en pratique il est appelé conseil communal dans les petites communes et conseil municipal dans les grandes (comme Sion ou Monthey). Il est composé d'un nombre impair de membres, trois au moins et quinze au plus. Le conseil communal est dirigé par le président de commune. Ses membres sont élus pour quatre ans.

### Neuchâtel

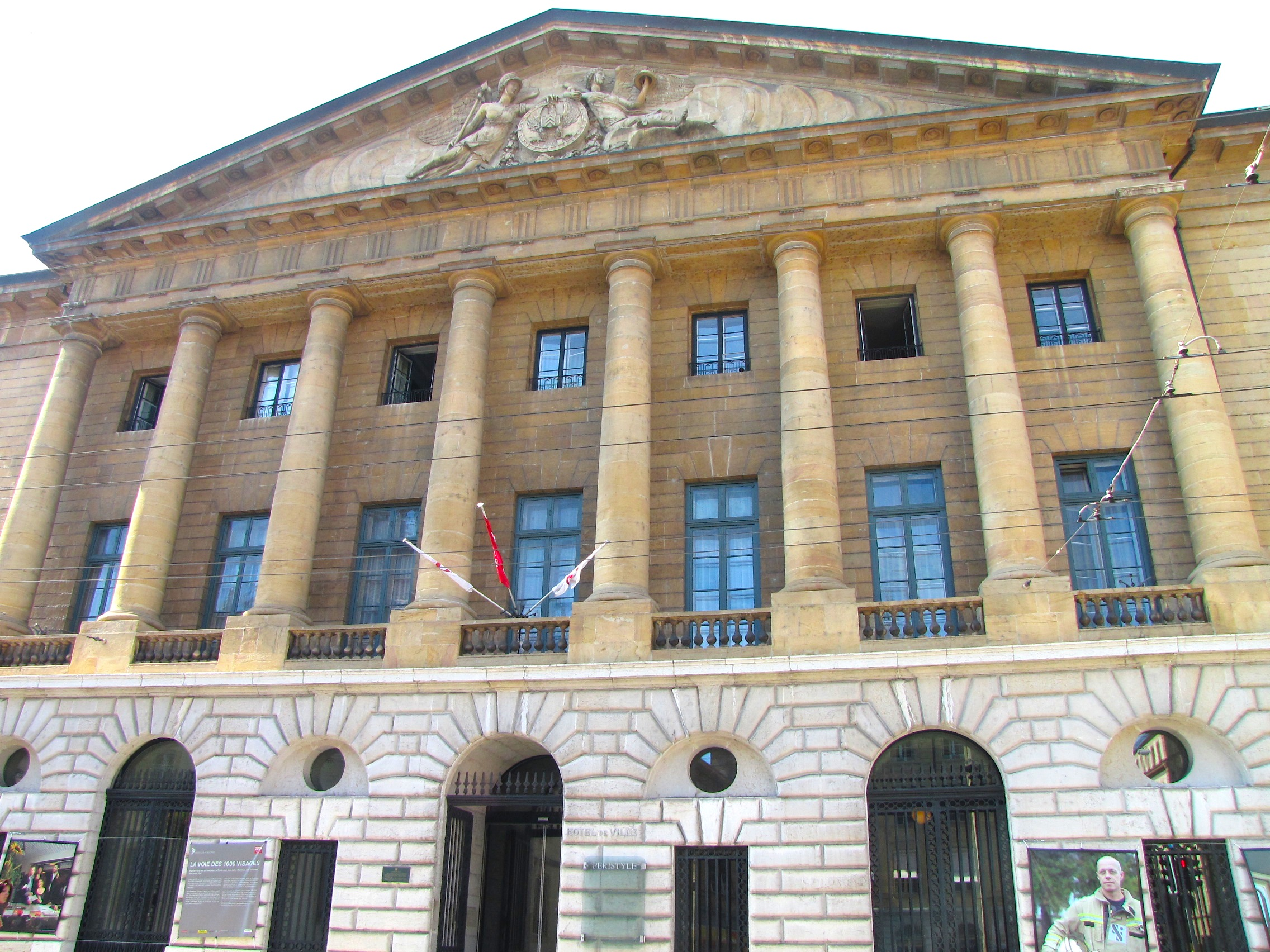
Hôtel de ville de Neuchâtel, siège des autorités communales.

Le canton de Neuchâtel est divisé en 31 communes. Le droit cantonal dispose que l'exécutif de la commune se nomme conseil communal et qu'il est composé de trois, cinq ou sept membres. Le nombre exact et le mode d'élection des conseillers communaux est fixé par le droit communal.
Le conseiller communal représente la commune vers l'extérieur (y compris dans les procès où la commune est partie), nomme l'officier d'état civil (sous réserve de ratification par le Conseil d'État). Il est doté de la compétence subsidiaire. Il est dirigé par le président du conseil communal, souvent aussi appelé « président de commune ».
Le droit cantonal prévoit une procédure en destitution d'un conseiller communal par le conseil général, et ce pour « justes motifs » (p. ex. lors d'une condamnation pour une infraction pénale dont la nature ou la gravité sont incompatibles avec l'exercice du mandat de conseiller communal). La procédure peut être étendue à l'ensemble du conseil communal, auquel cas on parle de dissolution du conseil communal.

### Genève
Le canton de Genève est divisé en 45 communes. Jusqu'en 2025, le droit cantonal disposait que l'exécutif des communes de plus de 3 000 habitants se nomme conseil administratif. Les communes de moins de 3 000 habitants (24 sur 45 à la fin de 2021) étaient administrées par un maire et deux adjoints. De nos jours, à la suite d'une modification de la constitution acceptée en votation populaire le 28 novembre 2021, toutes les communes possèdent un conseil administratif. Ce dernier est composé de trois membres, ou de cinq pour les communes de plus de 50 000 habitants (en pratique, seulement la ville de Genève).
Les membres de l'exécutif sont élus tous les cinq ans, au scrutin majoritaire à deux tours, le premier tour devant avoir lieu en même temps que l'élection du conseil municipal (législatif). Le nombre de « magistrats communaux » est fixé par arrêté du Conseil d'État en fonction de la taille de la population communale.
Le conseil administratif se répartit lui-même les dicastères. Il nomme chaque année son président, qui porte le titre de maire, et son vice-président, leur entrée en fonction étant fixée au 1er juin.
La représentation de la commune incombe au conseil administratif ou au maire. Le conseil administratif soumet au Conseil d'État des candidats pour le poste d'officier d'état civil.
Un conseiller administratif peut être révoqué par le Conseil d'État pour des raisons de santé.

### Jura
Le canton du Jura est divisé en 53 communes. Le droit cantonal dispose que l'autorité administrative et exécutive de la commune se nomme conseil communal.
Le nombre de conseillers communaux est fixé par le droit communal, mais doit être au moins de trois conseillers dans les communes comptant moins de 50 ayants droit de vote et d'au moins cinq conseillers dans les communes plus peuplées. Ils sont élus pour cinq ans.
Le conseil communal représente la commune vers l'extérieur. Il est compétent pour engager et mener des procès.
La fonction de conseiller communal est incompatible avec celle de membre du Gouvernement. Le droit communal peut prévoir des dispositions plus strictes en matière d'incompatibilité. Les parents en ligne directe ne peuvent siéger au sein du même conseil communal.